# 森特維爾 (密西西比州)
森特維爾（英語：Centreville）是位於美國密西西比州阿米特縣及威爾金森縣的城鎮。

## 人口
根據2020年美國人口普查的數據，森特維爾的面積為6.00平方千米，皆為陸地。當地共有人口1258人，而人口密度為每平方千米210人。